# Temploux
Temploux (en wallon Timplou) est une section de la ville belge de Namur situé en Wallonie dans la province de Namur. 
C'était une commune à part entière avant la fusion des communes de 1977.
Traversé par deux petits ruisseaux qui sont affluents de l’Orneau et encore largement agricole, le village condruzien est relié au centre de la capitale de Wallonie par d’importantes voies de communication: la chaussée de Nivelles et l’autoroute de Wallonie. Sa population augmente rapidement.

## Étymologie
Le nom de Temploux trouve son origine dans le mot latin Templovius qui signifie terre du temple.

## Démographie
- Sources:INS, Rem:1831 jusqu'en 1970=recensements, 1976= nombre d'habitants au 31 décembre

## Histoire

### Éléments d’Histoire
- Le 12 mai 1940, plusieurs chasseurs ardennais furent tués à Temploux par l'aviation allemande. Un monument commémore ces faits et est également édifié en l'honneur de François Bovesse, qui avait préconisé la formation de ces régiments.
- La nuit du 3 au 4 septembre 1855, deux Temploutois sexagénaires, les époux Quairiat, furent réveillés par un cambriolage. Surpris, l’un des membres de la bande noire tira sur Maximilien Quairiat qui décéda 10 jours plus tard de ses blessures. Ce crime fut jugé lors du procès de la bande qui eut lieu en 1862[1].

## Patrimoine et culture

### Patrimoine architectural

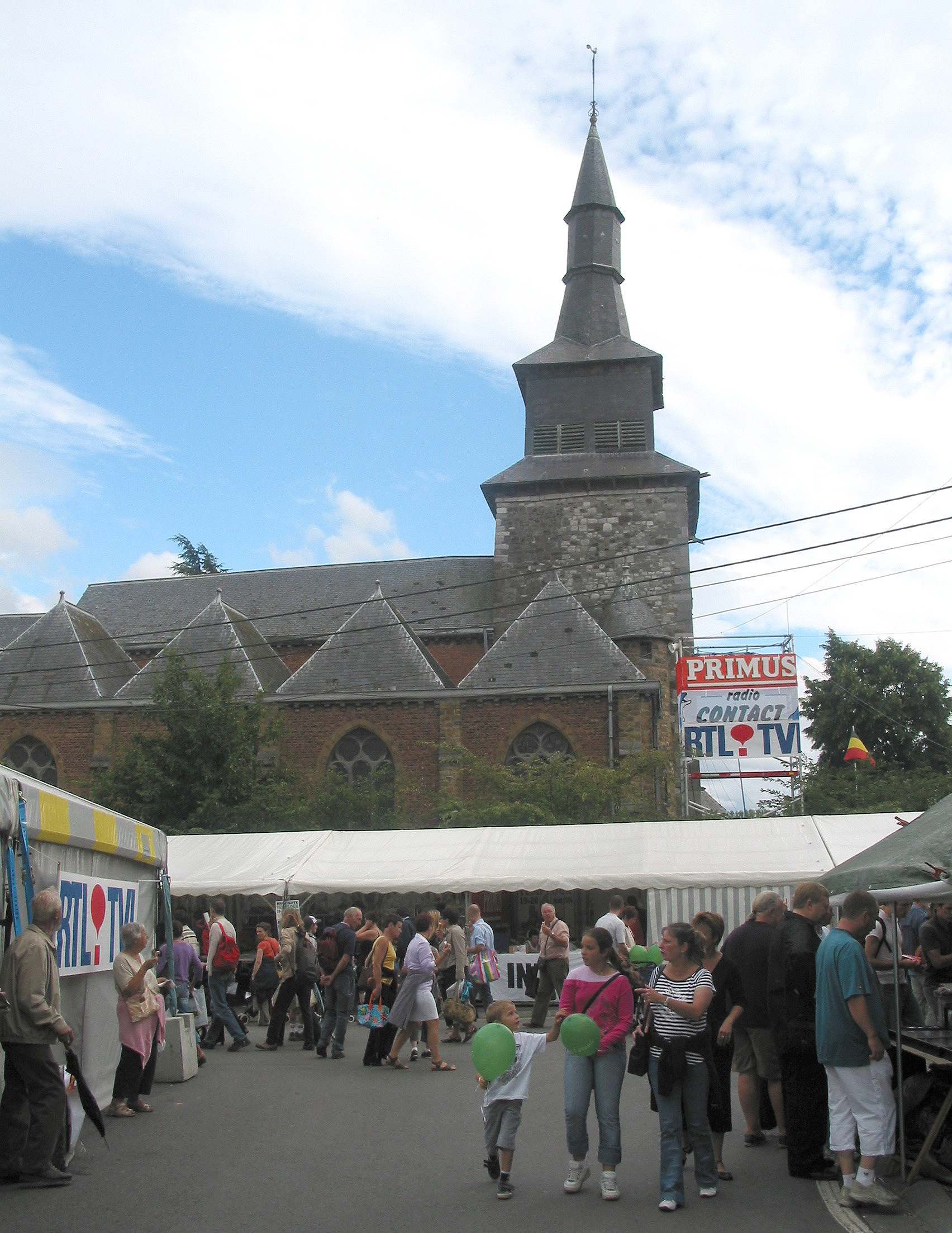
La grande brocante et l'église Saint-Hilaire.

- Eglise Saint-Hilaire. Edifice gothique du XVIe siècle à trois nefs, porté à cinq en 1910 et précédée d'une tour romane[2].
- Jadis lieu de pèlerinage, ancien ermitage de tradition gothique, dont subsiste de la fin du XVIe siècle, située rue de l'Ermitage[3].
- Château des Fosses, située rue des Fosses. Appellation qui se rattachant au surnom « del Fosse » donné à un Maloteau, propriétaire au début du XVIIe siècle[3].
- Château et ferme de Boquet. Ancien siège d'une seigneurie foncière qui remonte au XIIe siècle. Propriété des Baduelle au XVIe siècle, constructeurs du château du XVIIe siècle qui fut en grande partie réédifié au XVIIIe siècle par les Francquen, puis remis au goût du jour aux siècles suivants[4].
- L'aérodrome de Namur se trouve à Temploux, bien qu'administrativement sur le territoire de Suarlée. L’aérodrome dessert principalement l'aviation de tourisme, les petits avions de sport, les planeurs, les hélicoptères au parachutisme.  Coordonnées : 50° 29′ 16″ N, 4° 46′ 04″ E[5].
- La chapelle Sainte-Wivine (1747) , objet de grande dévotion populaire, fut entièrement rénovée au début du XXIe siècle. Le village compte plusieurs autres intéressantes chapelles sur le territoire.
- Plusieurs maisons à l’architecture moderne, promue par l’architecte Hubert Sauvage (nl) qui y a sa propre maison.

## Sport et vie associative

### Vie associative

#### La brocante de Temploux

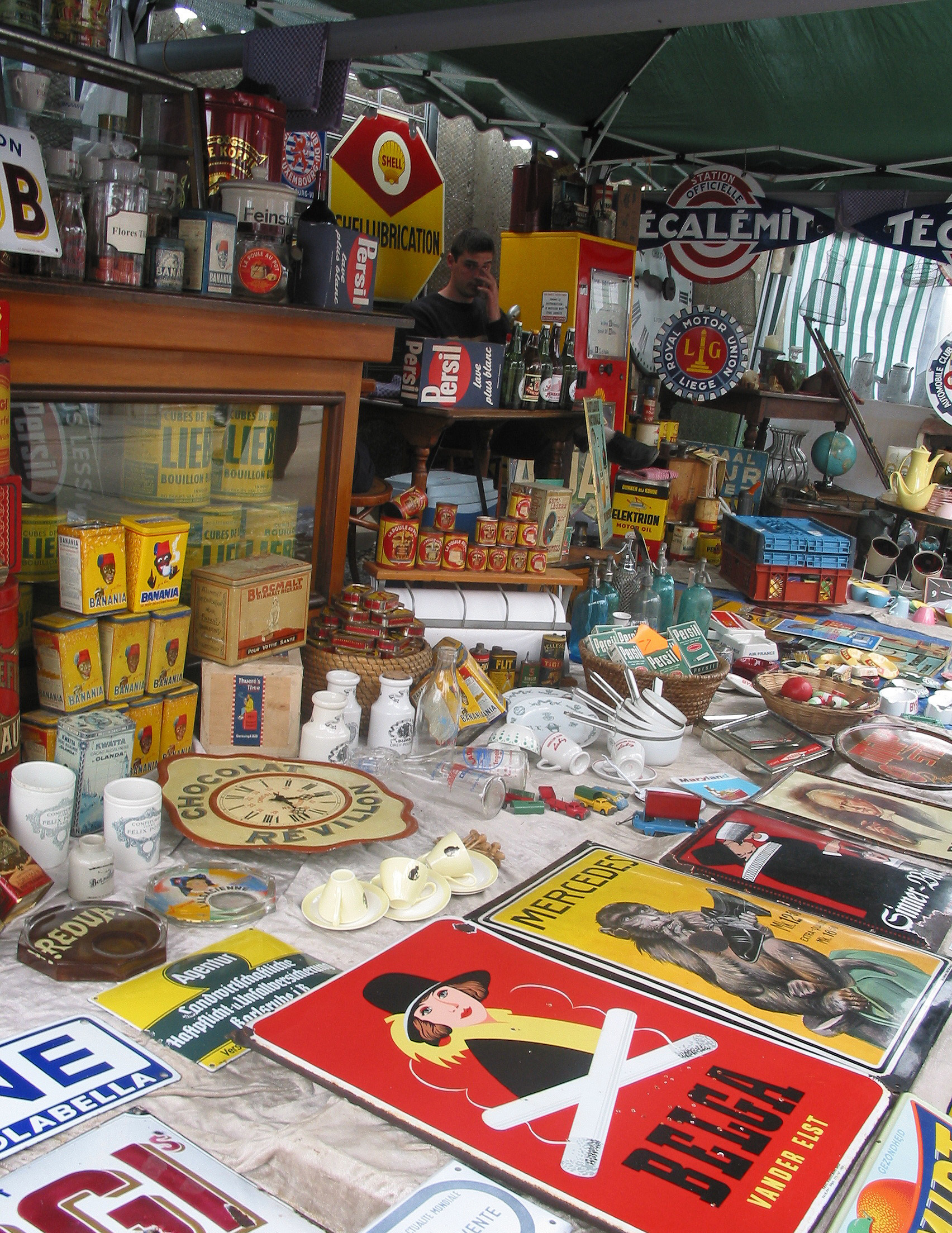
Un stand de brocanteur.

La brocante annuelle de l’avant-dernier week-end du mois d'août (ou le dernier), est renommée. Un grand nombre de collectionneurs et de brocanteurs venus de plusieurs pays d'Europe y sont présents.

## Personnalités
- Edmond Doumont : peintre portraitiste né à Temploux.